# Hoplitis epeoliformis
Hoplitis epeoliformis är en biart som först beskrevs av Adolpho Ducke 1899.  Hoplitis epeoliformis ingår i släktet gnagbin, och familjen buksamlarbin. Inga underarter finns listade i Catalogue of Life.